# Giro del Delfinato 2019
Il Giro del Delfinato 2019, settantunesima edizione della corsa e valido come ventiquattresima prova dell'UCI World Tour 2019 categoria 2.UWT, si svolse in otto tappe dal 9 al 16 giugno 2019 su un percorso di 1 202,1 km, con partenza da Aurillac, in Francia e arrivo a Champéry, in Svizzera. La vittoria fu appannaggio del danese Jakob Fuglsang, il quale completò il percorso in 30h44'27", alla media di 39,104 km/h, precedendo lo statunitense Tejay van Garderen e il tedesco Emanuel Buchmann.
Sul traguardo di Champéry 106 ciclisti, su 154 partiti da Aurillac, portarono a termine la competizione.

## Tappe
| Tappa  | Data      | Percorso                                       | km      | Vincitore di tappa   | Leader cl. generale  |
| ------ | --------- | ---------------------------------------------- | ------- | -------------------- | -------------------- |
| 1ª     | 9 giugno  | Aurillac > Jussac                              | 142     | Edvald Boasson Hagen | Edvald Boasson Hagen |
| 2ª     | 10 giugno | Mauriac > Craponne-sur-Arzon                   | 180     | Dylan Teuns          | Dylan Teuns          |
| 3ª     | 11 giugno | Le Puy-en-Velay > Riom                         | 177     | Sam Bennett          | Dylan Teuns          |
| 4ª     | 12 giugno | Roanne > Roanne (cron. individuale)            | 26,1    | Wout Van Aert        | Adam Yates           |
| 5ª     | 13 giugno | Boën-sur-Lignon > Voiron                       | 201     | Wout Van Aert        | Adam Yates           |
| 6ª     | 14 giugno | Saint-Vulbas > Saint-Michel-de-Maurienne       | 229     | Julian Alaphilippe   | Adam Yates           |
| 7ª     | 15 giugno | Saint-Genix-les-Villages > Les Sept Laux-Pipay | 133,5   | Wout Poels           | Jakob Fuglsang       |
| 8ª     | 16 giugno | Cluses > Champéry (CHE)                        | 113,5   | Dylan van Baarle     | Jakob Fuglsang       |
| Totale | Totale    | Totale                                         | 1 202,1 |                      |                      |

## Squadre e corridori partecipanti
| N.      | Cod. | Squadra                    |
| ------- | ---- | -------------------------- |
| 1-7     | INS  | Team Ineos                 |
| 11-17   | MTS  | Mitchelton-Scott           |
| 21-27   | ALM  | AG2R La Mondiale           |
| 31-37   | UAD  | UAE Team Emirates          |
| 41-47   | DQT  | Deceuninck-Quick-Step      |
| 51-57   | BOH  | Bora-Hansgrohe             |
| 61-67   | AST  | Astana Pro Team            |
| 71-77   | COF  | Cofidis, Solutions Crédits |
| 81-87   | MOV  | Movistar Team              |
| 91-97   | GFC  | Groupama-FDJ               |
| 101-107 | TJV  | Team Jumbo-Visma           |

| N.      | Cod. | Squadra                   |
| ------- | ---- | ------------------------- |
| 111-117 | TFS  | Trek-Segafredo            |
| 121-127 | EF1  | EF Education First        |
| 131-137 | TKA  | Team Katusha Alpecin      |
| 141-147 | LTS  | Lotto Soudal              |
| 151-157 | TBM  | Bahrain-Merida            |
| 161-167 | CPT  | CCC Team                  |
| 171-177 | TDD  | Team Dimension Data       |
| 181-187 | VCB  | Vital Concept-B&B Hotels  |
| 191-197 | WGG  | Wanty-Gobert Cycling Team |
| 201-207 | PCB  | Team Arkéa-Samsic         |
| 211-217 | SUN  | Team Sunweb               |

## Dettagli delle tappe

### 1ª tappa
- 9 giugno: Aurillac > Jussac – 142 km

Risultati
| Pos. | Corridore        | Squadra    | Tempo    |
| ---- | ---------------- | ---------- | -------- |
| 1    | E. Boasson Hagen | Dimension  | 3h24'33" |
| 2    | Philippe Gilbert | Deceuninck | s.t.     |
| 3    | Wout Van Aert    | Jumbo      | s.t.     |

| Pos. | Corridore        | Squadra    | Tempo    |
| ---- | ---------------- | ---------- | -------- |
| 1    | E. Boasson Hagen | Dimension  | 3h24'23" |
| 2    | Philippe Gilbert | Deceuninck | a 4"     |
| 3    | Wout Van Aert    | Jumbo      | a 6"     |

### 2ª tappa
- 10 giugno: Mauriac > Craponne-sur-Arzon – 180 km

Risultati
| Pos. | Corridore        | Squadra      | Tempo    |
| ---- | ---------------- | ------------ | -------- |
| 1    | Dylan Teuns      | Bahrain-Mer. | 4h12'41" |
| 2    | Guillaume Martin | Wanty        | s.t.     |
| 3    | Jakob Fuglsang   | Astana       | a 13"    |

| Pos. | Corridore        | Squadra      | Tempo    |
| ---- | ---------------- | ------------ | -------- |
| 1    | Dylan Teuns      | Bahrain-Mer. | 7h37'03" |
| 2    | Guillaume Martin | Wanty        | a 3"     |
| 3    | Jakob Fuglsang   | Astana       | a 20"    |

### 3ª tappa
- 11 giugno: Le Puy-en-Velay > Riom – 177 km

Risultati
| Pos. | Corridore        | Squadra | Tempo    |
| ---- | ---------------- | ------- | -------- |
| 1    | Sam Bennett      | Bora    | 4h15'25" |
| 2    | Wout Van Aert    | Jumbo   | s.t.     |
| 3    | Davide Ballerini | Astana  | s.t.     |

| Pos. | Corridore        | Squadra      | Tempo     |
| ---- | ---------------- | ------------ | --------- |
| 1    | Dylan Teuns      | Bahrain-Mer. | 11h52'28" |
| 2    | Guillaume Martin | Wanty        | a 3"      |
| 3    | Aleksej Lucenko  | Astana       | a 20"     |

### 4ª tappa
- 12 giugno: Roanne > Roanne – Cronometro individuale – 26,1 km

Risultati
| Pos. | Corridore          | Squadra     | Tempo  |
| ---- | ------------------ | ----------- | ------ |
| 1    | Wout Van Aert      | Jumbo       | 33'38" |
| 2    | Tejay van Garderen | Educ. First | a 31"  |
| 3    | Tom Dumoulin       | Sunweb      | a 47"  |

| Pos. | Corridore          | Squadra      | Tempo     |
| ---- | ------------------ | ------------ | --------- |
| 1    | Adam Yates         | Mitchelton   | 12h27'26" |
| 2    | Dylan Teuns        | Bahrain-Mer. | a 4"      |
| 3    | Tejay van Garderen | Educ. First  | a 6"      |

### 5ª tappa
- 13 giugno: Boën-sur-Lignon > Voiron – 201 km

Risultati
| Pos. | Corridore          | Squadra    | Tempo    |
| ---- | ------------------ | ---------- | -------- |
| 1    | Wout Van Aert      | Jumbo      | 5h00'34" |
| 2    | Sam Bennett        | Bora       | s.t.     |
| 3    | Julian Alaphilippe | Deceuninck | s.t.     |

| Pos. | Corridore          | Squadra      | Tempo     |
| ---- | ------------------ | ------------ | --------- |
| 1    | Adam Yates         | Mitchelton   | 17h28'00" |
| 2    | Dylan Teuns        | Bahrain-Mer. | a 4"      |
| 3    | Tejay van Garderen | Educ. First  | a 6"      |

### 6ª tappa
- 14 giugno: Saint-Vulbas > Saint-Michel-de-Maurienne – 229 km

Risultati
| Pos. | Corridore          | Squadra    | Tempo    |
| ---- | ------------------ | ---------- | -------- |
| 1    | Julian Alaphilippe | Deceuninck | 6h00'54" |
| 2    | Gregor Mühlberger  | Bora       | s.t.     |
| 3    | Ale. De Marchi     | CCC        | a 22"    |

| Pos. | Corridore          | Squadra      | Tempo     |
| ---- | ------------------ | ------------ | --------- |
| 1    | Adam Yates         | Mitchelton   | 23h35'04" |
| 2    | Dylan Teuns        | Bahrain-Mer. | a 4"      |
| 3    | Tejay van Garderen | Educ. First  | a 6"      |

### 7ª tappa
- 15 giugno: Saint-Genix-les-Villages > Les Sept Laux-Pipay – 133,5 km

Risultati
| Pos. | Corridore        | Squadra | Tempo    |
| ---- | ---------------- | ------- | -------- |
| 1    | Wout Poels       | Ineos   | 4h01'34" |
| 2    | Jakob Fuglsang   | Astana  | a 1"     |
| 3    | Emanuel Buchmann | Bora    | s.t.     |

| Pos. | Corridore          | Squadra     | Tempo     |
| ---- | ------------------ | ----------- | --------- |
| 1    | Jakob Fuglsang     | Astana      | 27h36'40" |
| 2    | Adam Yates         | Mitchelton  | a 8"      |
| 3    | Tejay van Garderen | Educ. First | a 20"     |

### 8ª tappa
- 16 giugno: Cluses > Champéry (CHE) – 113,5 km

Risultati
| Pos. | Corridore          | Squadra    | Tempo    |
| ---- | ------------------ | ---------- | -------- |
| 1    | Dylan van Baarle   | Ineos      | 3h05'48" |
| 2    | Jack Haig          | Mitchelton | s.t.     |
| 3    | Carl Fredrik Hagen | Lotto      | a 50"    |

| Pos. | Corridore          | Squadra     | Tempo     |
| ---- | ------------------ | ----------- | --------- |
| 1    | Jakob Fuglsang     | Astana      | 30h44'27" |
| 2    | Tejay van Garderen | Educ. First | a 20"     |
| 3    | Emanuel Buchmann   | Bora        | a 21"     |

## Evoluzione delle classifiche
| Tappa              | Vincitore            | Classifica generale Maglia gialla | Classifica a punti Maglia verde | Classifica scalatori Maglia blu a pois | Classifica giovani Maglia bianca | Classifica a squadre      |
| ------------------ | -------------------- | --------------------------------- | ------------------------------- | -------------------------------------- | -------------------------------- | ------------------------- |
| 1ª                 | Edvald Boasson Hagen | Edvald Boasson Hagen              | Edvald Boasson Hagen            | Casper Pedersen                        | Wout Van Aert                    | Wanty-Gobert Cycling Team |
| 2ª                 | Dylan Teuns          | Dylan Teuns                       | Aleksej Lucenko                 | Casper Pedersen                        | Wout Van Aert                    | Astana Pro Team           |
| 3ª                 | Sam Bennett          | Dylan Teuns                       | Wout Van Aert                   | Casper Pedersen                        | Wout Van Aert                    | Astana Pro Team           |
| 4ª                 | Wout Van Aert        | Adam Yates                        | Wout Van Aert                   | Casper Pedersen                        | Wout Van Aert                    | EF Education First        |
| 5ª                 | Wout Van Aert        | Adam Yates                        | Wout Van Aert                   | Casper Pedersen                        | Wout Van Aert                    | EF Education First        |
| 6ª                 | Julian Alaphilippe   | Adam Yates                        | Wout Van Aert                   | Julian Alaphilippe                     | Bjorg Lambrecht                  | EF Education First        |
| 7ª                 | Wout Poels           | Jakob Fuglsang                    | Wout Van Aert                   | Julian Alaphilippe                     | Bjorg Lambrecht                  | Astana Pro Team           |
| 8ª                 | Dylan van Baarle     | Jakob Fuglsang                    | Wout Van Aert                   | Julian Alaphilippe                     | Bjorg Lambrecht                  | Astana Pro Team           |
| Classifiche finali | Classifiche finali   | Jakob Fuglsang                    | Wout Van Aert                   | Julian Alaphilippe                     | Bjorg Lambrecht                  | Astana Pro Team           |

## Classifiche finali

### Classifica generale - Maglia gialla
| Pos. | Corridore          | Squadra      | Tempo     |
| ---- | ------------------ | ------------ | --------- |
| 1    | Jakob Fuglsang     | Astana       | 30h44'27" |
| 2    | Tejay van Garderen | Educ. First  | a 20"     |
| 3    | Emanuel Buchmann   | Bora         | a 21"     |
| 4    | Wout Poels         | Ineos        | a 28"     |
| 5    | Thibaut Pinot      | Groupama     | a 33"     |
| 6    | Dylan Teuns        | Bahrain-Mer. | a 1'11"   |
| 7    | Aleksej Lucenko    | Astana       | a 1'12"   |
| 8    | Daniel Martin      | UAE          | a 1'21"   |
| 9    | Nairo Quintana     | Movistar     | a 1'24"   |
| 10   | Romain Bardet      | AG2R         | a 1'38"   |

### Classifica a punti - Maglia verde
| Pos. | Corridore          | Squadra    | Punti |
| ---- | ------------------ | ---------- | ----- |
| 1    | Wout Van Aert      | Jumbo      | 82    |
| 2    | E. Boasson Hagen   | Dimension  | 53    |
| 3    | Julian Alaphilippe | Deceuninck | 49    |
| 4    | Aleksej Lucenko    | Astana     | 48    |
| 5    | Sam Bennett        | Bora       | 47    |

### Classifica scalatori - Maglia blu a pois
| Pos. | Corridore           | Squadra    | Punti |
| ---- | ------------------- | ---------- | ----- |
| 1    | Julian Alaphilippe  | Deceuninck | 75    |
| 2    | Magnus Cort Nielsen | Astana     | 25    |
| 3    | Wout Poels          | Ineos      | 15    |
| 4    | Jack Haig           | Mitchelton | 14    |
| 5    | Ale. De Marchi      | CCC        | 14    |

### Classifica giovani - Maglia bianca
| Pos. | Corridore       | Squadra | Tempo     |
| ---- | --------------- | ------- | --------- |
| 1    | Bjorg Lambrecht | Lotto   | 30h47'44" |
| 2    | Neilson Powless | Jumbo   | a 11'42"  |
| 3    | Sepp Kuss       | Jumbo   | a 16'02"  |
| 4    | Nils Politt     | Katusha | a 24'31"  |
| 5    | Gianni Moscon   | Ineos   | a 24'42"  |

### Classifica a squadre
| Pos. | Squadra          | Tempo     |
| ---- | ---------------- | --------- |
| 1    | Astana Pro Team  | 92h19'24" |
| 2    | Team Ineos       | a 12'58"  |
| 3    | Groupama-FDJ     | a 13'22"  |
| 4    | Team Jumbo-Visma | a 18'38"  |
| 5    | Mitchelton-Scott | a 27'21"  |